# Lycomorphodes coccipyga
Lycomorphodes coccipyga là một loài bướm đêm thuộc phân họ Arctiinae, họ Erebidae.